# Grafing
Grafing é uma cidade da Alemanha localizado no distrito de Ebersberg, região administrativa de Alta Baviera, estado da Baviera.